# العصر العباسي الثاني
العصر العباسي الثاني أو عصر نفوذ الأتراك (232 -334هـ / 847 - 946م) هي الفترة من عام 847م حتى سقوط الدولة العباسية وسقوط بغداد (1258) ومقتل أكثر من مليونين من سكانها وحرق مكتباتها وإعدام علمائها على يد المغول بقيادة هولاكو خان وانتقال العاصمة العباسية إلى القاهرة.
يبدأ العصر العباسي الثاني بخلافة المتوكل سنة 232هـ/ 847م، وينتهى في 334هـ/ 946م، في خلافة المستكفي بالله عبد الله بن المكتفى بن المعتضد. ويعرف العصر العباسي الثاني بعصر «نفوذ الأتراك» حيث برز العنصر التركي، واستأثر بالمناصب الكبرى في الدولة، وسيطر على الإدارة والجيش. وقد تمت الاستعانة بهذا العنصر التركي المجلوب من إقليم «تركستان» و«بلاد ما وراء النهر»، استعان بهم المأمون والمعتصم في العصر «العباسى الأول». وظهرت بوادر هذا الضعف في مستهل هذا العصر الذي تختلف ملامحه عن العصر العباسي الأول.
وامتازت تلك الفترة بعدم استقرار الخلفاء طويلًا في الحكم وعدم امتلاكهم السلطة المطلقة للحكم فكانت سلطتهم صورية أي يملكون الخطبة والعملة فقط (الدعاء لهم في صلاة الجمعة وكتابة أسمائهم على العملة)، بسبب امتلاك القادة العسكريين والوزراء الأتراك الذين اتسعت رقعتهم في دولة السلاجقة العظام، السلطة الحقيقية في قيادة الجيوش وتعيين الخلفاء مثلما يشائون.